# 木竜麻生
木竜 麻生（きりゅう まい、1994年7月1日 - ）は、日本の女優。新潟県新発田市出身。モノポライズ所属。

## 略歴
14歳のとき観光で訪れた原宿でスカウトされ、2010年にテレビCMに出演しタレントデビュー。高校卒業まで地元・新潟で暮らし、実践女子大学文学部進学を機に上京。大学では近代文学を学び、卒業論文は「雑誌で生まれた造語」。卒業後、役者の道を本格的に志し、2014年に映画『まほろ駅前狂騒曲』で女優デビュー。多数のCMにも出演し、CM美女として話題を呼ぶ。
2018年、瀬々敬久監督の映画『菊とギロチン』では新人女力士の花菊役にオーディションで300人の中から選ばれ、映画初主演を果たし、映画『鈴木家の嘘』でもオーディションを兼ねたワークショップで400人の中から選ばれ、ヒロインを務めた。この二つの作品が出品された第31回東京国際映画祭で輝きを放った若手俳優に贈られるジェムストーン賞を受賞し、その後も国内の数々の新人賞を受賞。

## 人物
身長160cm。スリーサイズB83cm、W60cm、H85cm。シューズのサイズ24cm。
文学や近代詩、現代詩に関心があり近代文学の勉強をするために役者としての活動を継続しながら大学へ進学し、よく読み返してしまうほど1番好きな作家・詩人に谷川俊太郎の名前を挙げ、そのほかにも茨木のり子や室生犀星の名前を好きな作家・詩人に挙げている。
特技は新体操。

## 出演

### 映画
- まほろ駅前狂騒曲（2014年）
- りゅうのみみ（2014年）
- アゲイン 28年目の甲子園（2015年） - 立原裕子〈高校時代〉 役
- ピース オブ ケイク（2015年）
- 深爪（2016年）
- グッドモーニングショー（2016年）
- トウメイの壁（2017年）
- Re:フレンド（2017年）
- 菊とギロチン（2018年7月7日） - 主演・花菊ともよ 役[1]
- 鈴木家の嘘（2018年10月28日） - 鈴木富美 役[6]
- 東京喰種トーキョーグール【S】（2019年7月19日） - 西野貴未 役[12]
- ゾッキ（2021年4月2日） - 本田 役[13][14]
- 自宅警備員と家事妖精（2021年11月20日）- ヒロイン・絹 役[15]
- とんび（2022年4月7日） - 泰子 役[16]
- わたし達はおとな（2022年6月10日）- 主演・優実 役[17]
- ぜんぶ、ボクのせい（2022年8月11日） - 宮本由美香 役
- ヘルドッグス（2022年9月16日） - 膳所杏南 役[18]
- Winny（2023年3月10日） - 桜井恵子役[19]
- 福田村事件（2023年9月1日） - 恩田楓 役[20]
- almost people「次男のはなし」（2023年9月30日） - 荒井エミ 役[21]
- 熱のあとに（2024年2月2日） - 足立よしこ 役[22][23][24][25]
- かくしごと（2024年6月7日）[26]
- ピアニストを待ちながら（2024年10月12日） - 貴織 役[27]
- 十一人の賊軍（2024年11月1日） - 溝口加奈 役[28][29][30]
- Demon City 鬼ゴロシ（2025年2月27日、Netflix） - 坂田葵 役[31]
- 秒速5センチメートル（2025年10月10日公開予定） - 水野理紗 役[32]
- 見はらし世代（2025年10月10日公開予定） - 恵美 役[33]

### テレビドラマ
- アイアングランマ 第3話・第4話（2015年1月24日・31日、NHK BSプレミアム）
- デリバリーお姉さん（2016年1月2日、tvk）- マコ 役
- 時をかける少女（2016年7月9日 - 8月6日、日本テレビ） - クラスメイト 役
- デリバリーお姉さんNEO（2017年4月25日 - 6月27日、tvk）- マコ 役
- コールドケース 〜真実の扉〜 シーズン2 第8話（2018年12月1日、WOWOW） - 凛 役[34]
- まどろみバーメイド〜屋台バーで最高の一杯を。〜（2019年7月14日 - 9月29日、テレビ大阪） - 主演・月川雪 役[35]
- 大河ドラマ いだてん〜東京オリムピック噺〜（2019年、NHK） - 松澤初穂 役
- 山本周五郎ドラマ さぶ（2020年1月11日、NHK BSプレミアム） - ヒロイン・おのぶ 役[36]
- 絶対零度〜未然犯罪潜入捜査〜 Season2 第4話（2020年1月27日、フジテレビ） - 佐藤奈々 役
- 初情事まであと1時間 第2話「初体験まであと1時間」（2021年7月30日、MBS） - ヒロイン・香苗 役[37]
- 神木隆之介の撮休 第5話（2022年2月4日、WOWOW） - 菜菜子 役[38]
- エルピス-希望、あるいは災い- 第3話 - 最終話（2022年11月7日 - 12月26日、関西テレビ・フジテレビ） - 井川純夏 役[39]
- ヒヤマケンタロウの妊娠（2022年1月6日 - 2月21日、テレビ東京） - 瀬戸成美 役
- 悪女について（2023年3月13日、NHK BS4K） - 梶谷亜弥 役[40]
- ああ、ラブホテル 〜秘密〜 第4話「早春」（2023年6月9日、WOWOW） - ヒロイン・明美 役[41]
- 藤子・F・不二雄 SF短編ドラマ シーズン2「あいつのタイムマシン」（2024年5月5日、NHK BS）[42]
- 老害の人（2024年5月5日 - 、NHK BS・NHK BSプレミアム4K） - 戸山梨子 役[43]
- つづ井さん（2024年10月11日 - 、読売テレビ） - ゾフ田 役
- 地震のあとで 第3話『神の子どもたちはみな踊る』（2025年4月19日、NHK総合） - ミトミ 役[44][45]
- いつか、無重力の宙で（2025年9月8日〈予定〉 - 、NHK総合） - 主演・望月飛鳥 役[46]

### 配信ドラマ
- ヒヤマケンタロウの妊娠（2022年4月21日配信、Netflix） - 瀬戸成美 役[47]
- あなたに聴かせたい歌があるんだ 第2話（2022年5月20日配信、Hulu） - 木村ゆき 役[48]
- 七夕の国（2024年7月4日 - 、ディズニープラススター） - 江見早百合 役[49]

### 劇場アニメ
- めくらやなぎと眠る女（2024年7月26日公開） - シマオ 役[50]

### 舞台
- 五反田団ワークショップ（2014年）
- えのもとぐりむ作品集「マウスの道徳」（2015年）
- 忘れてもらえないの歌（2019年）
- タイトル、拒絶（2021年） - 主演・カノウ 役[51]

### ミュージックビデオ
- 在日ファンク「根にもってます」（2014年）
- ベイビーレイズJAPAN「走れ、走れ」（2016年）
- unBORDE all stars「Feel」（2016年）
- カネコアヤノ「さよーならあなた」（2016年）
- From East「SEE YOU」（2017年）
- シバノソウ「EVERGREEN」（2018年）
- Akeboshi「点と線」（2018年）
- the engy「Sugar & Cigarettes」（2022年）[52]
- 岡村和義　「サメと人魚」　（2024年）

### CM
- DENSO 企業CM（2010年 - 2012年）
- 読売新聞 100周年記念（2014年）
- 車選び.com（2014年）
- ミスタードーナツ（2014年）
- パナソニック リフォーム太陽光発電編（2014年）
- 留学ジャーナル（2015年）
- マクドナルド ハワイアンキャンペーン（2015年）
- 学研（2015年）
- バンダイ ドラえもん ふわチョコモナカ（2015年）
- リクルートSUUMO「最後の上映会」篇
- サントリー 伊右衛門特茶「サーベイ2016」篇（2016年）
- NEXCO中日本 中央道集中工事篇（2016年）
- モンスターストライク「帰りたくない」篇（2016年）
- JRA 2016 エリザベス女王杯（2016年）
- 大正製薬 リポビタンD「それでも進む若者へ」篇（2017年）
- みずほ銀行（2017年）
- オリックス自動車「Ever Drive」（2017年）
- 鎌ヶ谷巧業（2017年）
- マルハニチロ「宣言- Power of nature」（2018年）
- JCBカード（2018年）
- 福岡空港「それ福岡空港でよくない？」ラーメン滑走路篇（2018年）
- カルビー「フルグラ」 (2019年)
- 第四北越銀行（2021年）
- 東京ガス「子育てのプレイボール」（2022年）[53]
- 銀座ダイヤモンドシライシ「きみの寝顔」篇（2023年）[54]
- キリンビール「キリン 上々 焼酎ソーダ」（2024年）
- ハーゲンダッツ「はじめてママと呼ばれた日」篇（2025年）

## 書籍

### 写真集
- Mai（2018年、リトルモア、撮影：藤井保）ISBN 978-4-89815-478-6

## 受賞歴
2018年度
- 第31回東京国際映画祭 東京ジェムストーン賞（「鈴木家の嘘」「菊とギロチン」）[7]
- 第40回ヨコハマ映画祭 最優秀新人賞（「鈴木家の嘘」「菊とギロチン」）[55]
- 第33回高崎映画祭　最優秀新進女優賞（「鈴木家の嘘」）[56]
- 第73回毎日映画コンクール スポニチグランプリ新人賞（「菊とギロチン」）[57]
- 第92回キネマ旬報ベスト・テン 新人女優賞（「菊とギロチン」「鈴木家の嘘」）[58]
- おおさかシネマフェスティバル2019 新人女優賞（「鈴木家の嘘」「菊とギロチン」）[59]
- 2018年度全国映連賞 女優賞（「菊とギロチン」「鈴木家の嘘」）[60]